# Autoroute A430
L’autoroute A 430 è un'autostrada francese, che collega l'A43 ad Albertville. Più precisamente, ha inizio ad Aiton, segue la valle dell'Isère e termina a Gilly-sur-Isère, da dove viene proseguita dalla N90.